# Домбрувка (гміна Ліпсько)
Домбрувка (пол. Dąbrówka) — село в Польщі, у гміні Ліпсько Ліпського повіту Мазовецького воєводства.
Населення — 40 осіб (2011).
У 1975-1998 роках село належало до Радомського воєводства.

## Демографія
Демографічна структура станом на 31 березня 2011 року:
|          | Загалом | Допрацездатний вік | Працездатний вік | Постпрацездатний вік |
| -------- | ------- | ------------------ | ---------------- | -------------------- |
| Чоловіки | 19      | 2                  | 11               | 6                    |
| Жінки    | 21      | 1                  | 14               | 6                    |
| Разом    | 40      | 3                  | 25               | 12                   |